# (35592) 1998 HR94
1998 HR94 (asteroide 35592) é um asteroide da cintura principal. Possui uma excentricidade de 0.15275490 e uma inclinação de 12.22779º.
Este asteroide foi descoberto no dia 21 de abril de 1998 por LINEAR em Socorro.